# Minuàrtia

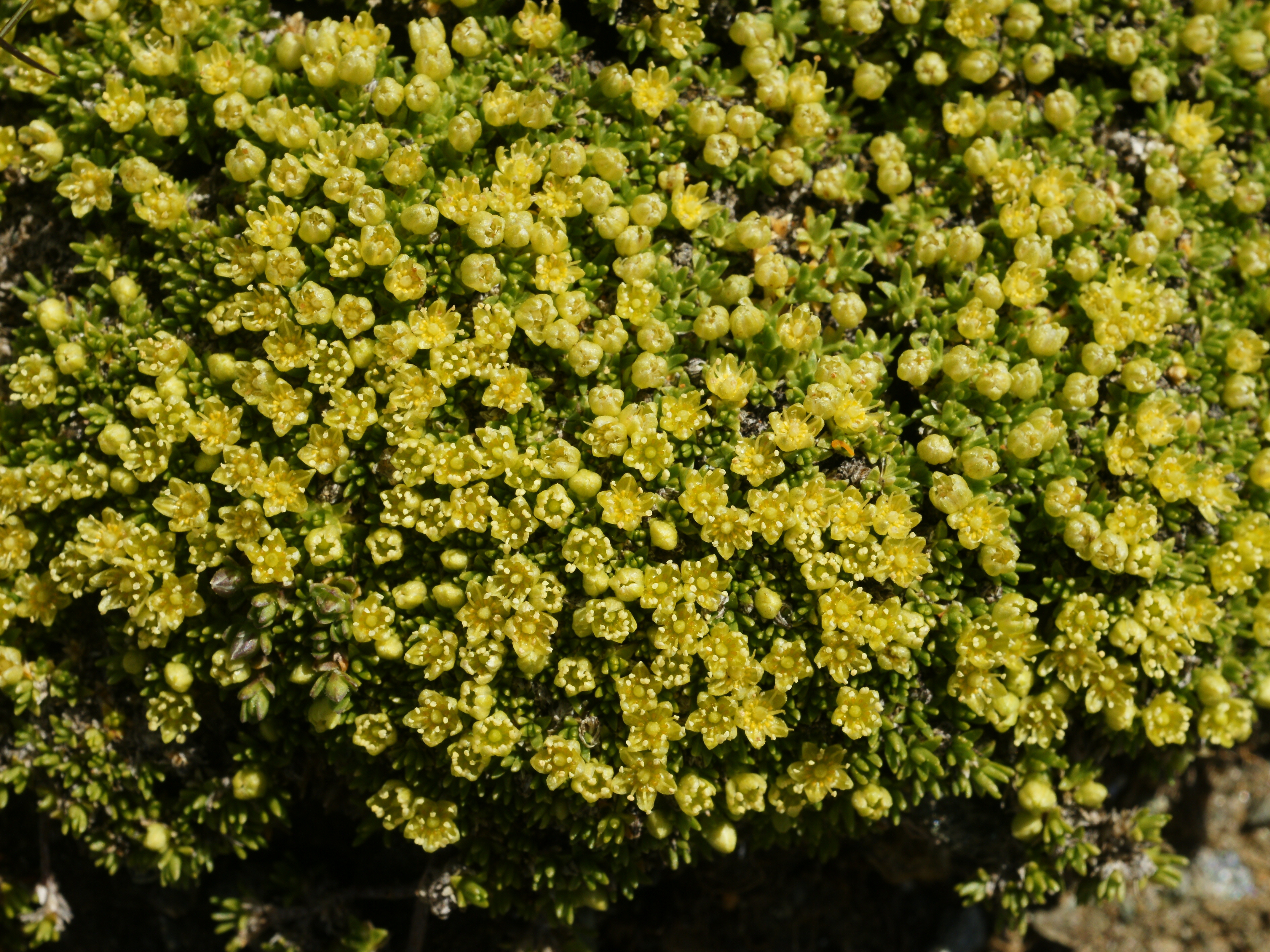
Herba de la penya (Minuartia sedoides)

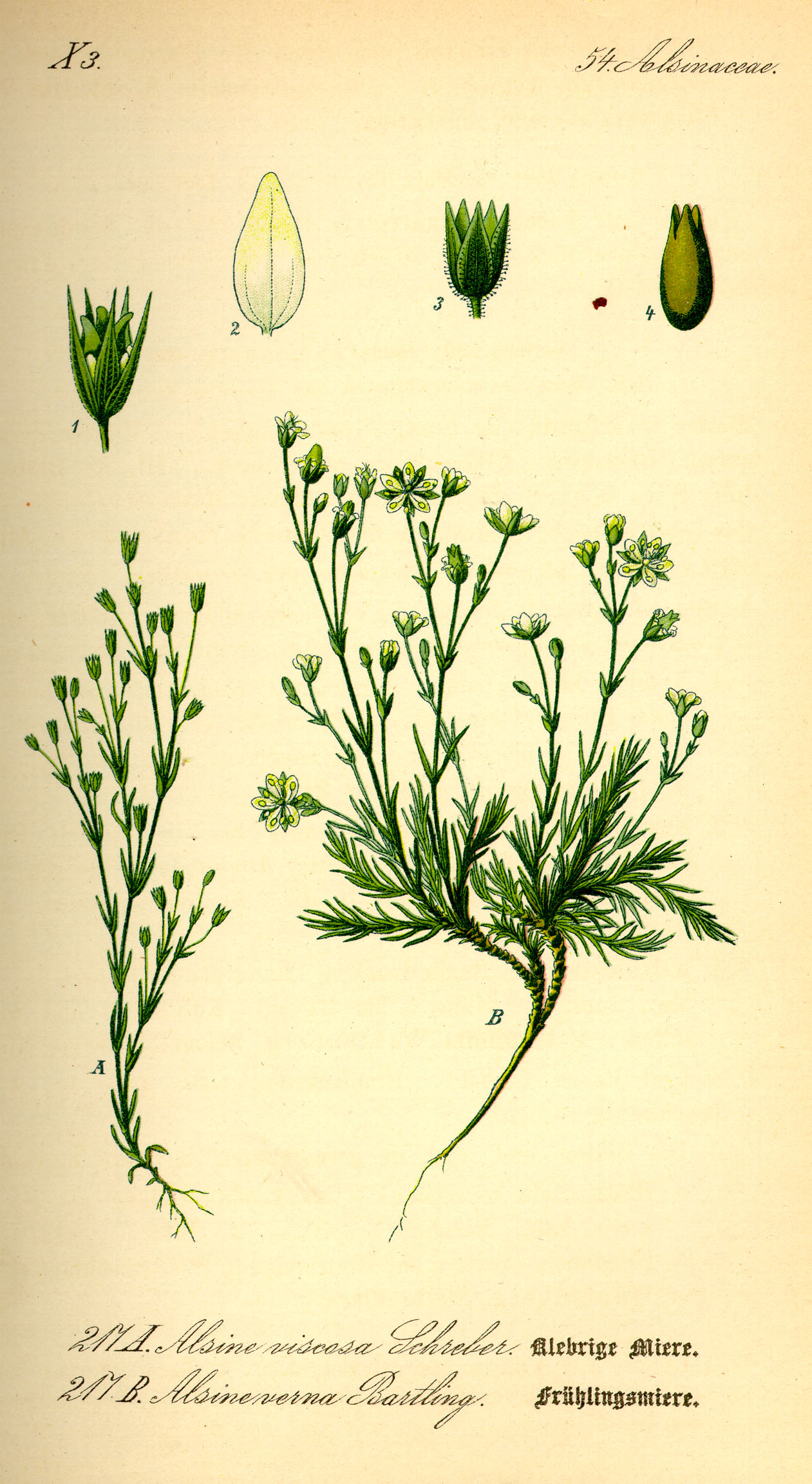
Minuàrtia viscosa (Minuartia viscosa)

Minuàrtia (Minuartia) és un gènere de plantes amb flor de la família de les cariofil·làcies.

## Particularitats
Les espècies d'aquest gènere són plantes petites que viuen en llocs escabrossos i en condicions sovint inhòspites. Són natives d'Europa, Àsia, Groenlàndia i l'Amèrica del nord.
Es troben generalment creixent entre roques en hàbitats d'alta muntanya (alpins) i àrtics.
El gènere Minuartia està estretament emparentat amb el gènere Arenaria, gènere del qual formaven part abans moltes espècies.
El gènere va rebre el nom del botànic català Joan Minuart (1693-1768), nascut a Barcelona d'una família de Sant Celoni, deixeble del boticari Jaume Salvador. Minuart fou farmacèutic a Sant Cugat del Vallès i després a Barcelona.

## Algunes espècies
Entre les espècies més importants cal mencionar:
- Minuartia arctica - minuàrtia àrtica
- Minuartia austromontana - minuàrtia de Columbia
- Minuartia biflora - minuàrtia de muntanya
- Minuartia bosniaca - minuàrtia de Bòsnia
- Minuartia californica - minuàrtia de California
- Minuartia campestris - minuàrtia campestre
- Minuartia caroliniana - minuàrtia de Carolina
- Minuartia cherlerioides
- Minuartia cismontana
- Minuartia cumberlandensis - minuàrtia de Cumberland
- Minuartia dawsonensis - minuàrtia de roca
- Minuartia dichotoma - minuàrtia dicòtoma
- Minuartia dirphya
- Minuartia douglasii
- Minuartia drummondii
- Minuartia elegans
- Minuartia filiorum - minuàrtia fina
- Minuartia gerardii
- Minuartia glabra - minuàrtia dels Apalatxes
- Minuartia godfreyi
- Minuartia graminifolia (syn. Alsine rosani)
- Minuartia groenlandica - minuàrtia de Groenlàndia
- Minuartia hamata (syn. Queria hispánica L.) - quèria
- Minuartia howellii
- Minuartia laricifolia - herba d'en Minuart
- Minuartia macrantha
- Minuartia macrocarpa - minuàrtia camallarga
- Minuartia marcescens - minuàrtia serpentina
- Minuartia michauxii - minuàrtia de pedra
- Minuartia muscorum
- Minuartia nuttallii
- Minuartia obtusiloba - minuàrtia de doble flor
- Minuartia patula
- Minuartia procumbens - minuàrtia geniculada
- Minuartia pusilla - minuàrtia annual
- Minuartia recurva
- Minuartia rosei
- Minuartia rossii
- Minuartia rubella
- Minuartia rubra - minuàrtia rogenca
- Minuartia sedoides - herba de la penya
- Minuartia stolonifera
- Minuartia stricta - minuàrtia de turbal
- Minuartia tenella - minuàrtia prima
- Minuartia uniflora
- Minuartia valentina - clavellet de roca
- Minuartia verna - minuàrtia vernal
- Minuartia viscosa
- Minuartia yukonensis - minuàrtia del Yukon